# Lucy Sibbick

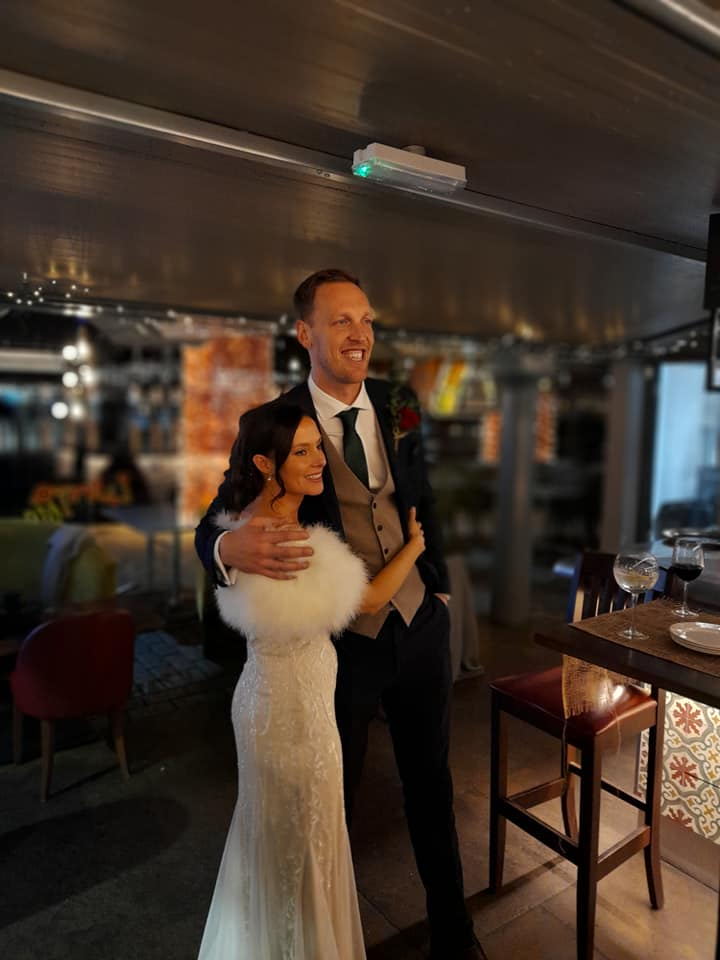
Lucy Sibbick mit ihrem Ehemann, dem Stuntman Arie Dekker

Lucy Sibbick (* im 20. Jahrhundert) ist eine britische Maskenbildnerin.

## Leben
Lucy Sibbick erhielt ihre Ausbildung von 2002 bis 2005 an der John Moores University in Liverpool mit dem Abschluss Bachelor of Fine Arts, parallel dazu besuchte sie Theatrical and Media Make Up-Kurse in Manchester und 2005 das Wirral Metropolitan College in Birkenhead, in der Hafenstadt im Nordwesten Englands. Im Jahr 2007 wechselte sie dann nach Kalifornien und rundete in Los Angeles ihre Erfahrungen im Bereich der Maskenbildnerin bei der Joe Blasco Makeup School ab.
Ihre Karriere im Filmstab begann Sibbick bereits ein Jahr zuvor 2006 als Auszubildende beim britischen Fernsehfilm Casualty 1906. Bereits im darauf folgenden Jahr folgten große Spielfilmproduktionen wie Der goldene Kompass und Tödliche Versprechen – Eastern Promises. In den 2010er Jahren spezialisierte sie sich auf die Arbeit mit Prothesen. Sie arbeitete unter so renommierten Regisseuren wie Ridley Scott, Oliver Parker, Ron Howard und David Cronenberg. Im Jahr 2018 gewann sie für Joe Wrights Historiendrama Die dunkelste Stunde zusammen mit Kazuhiro Tsuji und David Malinowski den Oscar in der Kategorie Bestes Make-up und beste Frisuren.
Sibbick war neben ihren Filmengagements auch für das Fernsehen tätig, darunter die Serien Come Fly with Me, Game of Thrones und Fortitude.
Lucy Sibbick heiratete Arie Dekker und lebte bis dahin in der Grafschaft Hertfordshire in England.

## Filmografie (Auswahl)
- 2007: Der goldene Kompass (The Golden Compass)
- 2007: Tödliche Versprechen – Eastern Promises (Eastern Promises)
- 2008: New York für Anfänger (How to Lose Friends & Alienate People)
- 2013: World War Z
- 2014: Dracula Untold
- 2014: Exodus: Götter und Könige (Exodus: Gods and Kings)
- 2014: Hercules
- 2015: Im Herzen der See (In the Heart of the Sea)
- 2016: Zoolander 2
- 2017: Die dunkelste Stunde (Darkest Hour)
- 2018: Bohemian Rhapsody
- 2019: Star Wars: Der Aufstieg Skywalkers (Star Wars: The Rise of Skywalker)
- 2022: Morbius

## Auszeichnungen (Auswahl)
- 2018: Oscar in der Kategorie Bestes Make-up und beste Frisuren für Die dunkelste Stunde
- 2018: BAFTA-Film-Award-Nominierung in der Kategorie Beste Maske für Die dunkelste Stunde